# Cumaral
Cumaral è un comune della Colombia facente parte del dipartimento di Meta.
Il centro abitato venne fondato da Avelino Rosas, Manuel Saavedra Hernández, Eustorgio Pinzón Machado, Faustino Pulido Rojas, Próspero A. Peña, Jorge Varela, José Genay, David Hernández e Oliverio Castro nel 1901, mentre l'istituzione del comune è del 3 luglio 1955.